# Djata Fluctus
Lo Djata Fluctus è una struttura geologica della superficie di Venere.